# Integrative Lerntherapie
Die Integrative Lerntherapie (iLT) ist eine interdisziplinäre Therapieform zur Behandlung von Lern-, Leistungs- und Entwicklungsstörungen schulischer Fertigkeiten. Sie bezieht sich vor allem auf Legasthenie (Lese- und Rechtschreibstörung) oder Dyskalkulie (Rechenstörung). Integrative Lerntherapie integriert Erkenntnisse und Behandlungsmethoden aus der Psychologie, Psychotherapie, Kognitionswissenschaft und Medizin, aus der Pädagogik und den Fachdidaktiken der Linguistik und der Mathematik. Sie kombiniert verschiedene Therapieansätze und Methoden, auch aus Nachbardisziplinen wie Ergo-, Sprach-, Gesprächs-, Verhaltens- und Gestalttherapie, Psychomotorik, Heilpädagogik oder Entspannungstechniken.
Der multimodale Förderansatz befasst sich mit den individuellen Inhalten des gestörten Lernprozesses und berücksichtigt dessen Wirkung auf die psychische Verfassung und Einstellung der Lernenden und auf das Umfeld. Integrative Lerntherapie bezieht neben Eltern und Lehrern auch die am Prozess beteiligten Fachleute ein, wie Psychotherapeuten, Kinder- und Jugendpsychiater, Fachdienste und Behörden. Wesentliches Merkmal der Integrativen Lerntherapie ist die individuell passende Neugestaltung der Lernsituation und damit das Ermöglichen einer positiven Lernstruktur. Die Integrative Lerntherapie unterstützt und ermöglicht insbesondere den Aufbau der Schlüsselkompetenzen Schriftsprache (Lesen/Schreiben) und Mathematik und leistet Hilfe zur Eingliederung in die Gesellschaft.
Das Integrative des Ansatzes liegt in der Zusammenführung von Erkenntnissen und Methoden verschiedener Disziplinen, in der Berücksichtigung des Lernumfeldes, in der Betrachtung der ganzen Persönlichkeit und in der Unterstützung der Einbindung in die Gesellschaft.

## Geschichte im deutschsprachigen Raum
Basis für die Integrative Lerntherapie ist das an der Universität Essen von Helga Breuninger und Dieter Betz entwickelte und evaluierte systemische Modell „Teufelskreis Lernstörungen“. Auf Initiative von Helga Breuninger schlossen sich Lerntherapeuten zusammen und gründeten 1989 den Fachverband für integrative Lerntherapie e. V. (FiL). Ziel war, den Prozess der Professionalisierung von Integrativer Lerntherapie und damit die Qualitätssicherung des Berufsbildes Integrativer Lerntherapeut anzustoßen. In den Folgejahren wurde das Berufsbild mit Fortbildungen, der Herausgabe einer Fachzeitung sowie mit Fachtagungen und Arbeitsgruppen entwickelt. Erstmalig dokumentiert wurde eine differenzierte Darstellung der Arbeit in der Weiterbildungsordnung des FiL 1996.
2001 entstand der Studiengang für Integrative Lerntherapie an der Gottfried Wilhelm Leibniz Universität Hannover, zunächst als Weiterbildungsprojekt. Den berufsbegleitenden Weiterbildungs-Studiengang Master of Arts (M.A.) Integrative Lerntherapie gibt es seit 2010 an der Universität Hamburg, in Kooperation mit der Gottfried Wilhelm Leibniz Universität Hannover und dem Fachverband für integrative Lerntherapie e. V. (FiL). Seit 2007 kann ein universitärer Abschluss auch an der Technischen Universität Chemnitz und seit 2012 in Schwäbisch Gmünd in Kooperation mit Berlin erlangt werden. Zudem gibt es diverse nicht-universitäre Fort- und Weiterbildungsangebote.
2018 wurde der Berufsverband für Lerntherapeut*innen e.V. (BLT) durch die Mitglieder des FiL ausgegründet. Der BLT arbeitet als eigenständige Institution mit Sitz in Berlin.
In Österreich wurde 2002 der Berufsverband Akademischer LRS-TherapeutInnen (BALDT) als Dachverband gegründet, in der Schweiz 1994 der Berufsverband der diplomierten Lerntherapeutinnen und Lerntherapeuten SVLT.

## Haltung und Ethik
Die lerntherapeutische Haltung ist gekennzeichnet durch das Bemühen um empathische Zuwendung, Akzeptanz, Wertschätzung, Ressourcenorientierung und damit Vertrauen in die Leistungsfähigkeit der Lernenden. Der Blick ist ganzheitlich und systemisch ausgerichtet, ausgehend von dem Modell „Teufelskreis Lernstörungen“. Es stellt sich als einander beeinflussende Kreisläufe dar und entwickelt sich spiralförmig weiter.
Aus diesem Modell werden Hypothesen sowie Ziele und Maßnahmen für die Integrative Lerntherapie abgeleitet. Die Umsetzung wird bestimmt durch eine offene und transparente Haltung, ausgehend von einem gemeinsam ausgehandelten Auftrag mit gemeinsam formulierten konkreten Zielen. Um diese zu erreichen, sind Methodenvielfalt, ständige Weiterbildung und Flexibilität notwendig. Die lerntherapeutische Haltung ist dabei Voraussetzung für eine positive Beziehung, Tragfähigkeit und Belastbarkeit, Zutrauen und Vertrauen und kann als Modell für die Kinder, Jugendlichen und Erziehungsberechtigten dienen.
Mit ein, maximal zwei Lerneinheiten pro Woche für durchschnittlich zwei Jahre ist die iLT zeitlich begrenzt. Daher sind alle am Prozess Beteiligten aus dem Umfeld des Kindes mit einzubeziehen. Dazu gehört auch die Zusammenarbeit mit Vertretern von Nachbardisziplinen. Auf andere individuell passende Hilfen ist zu verweisen. In der Praxis ist die iLT auch eine „Clearing-Stelle“ für Hilfesuchende.

## Grundlagen, Ziele, Perspektive
Viele Studien verweisen darauf, dass circa sechs bis acht Prozent der Kinder, Jugendlichen und Erwachsenen von einer meist andauernden Lernstörung betroffen sind. In der Folge kommt es vielfach zu psychischen und sozialen Schwierigkeiten, die letztlich die Eingliederung in die Systeme Familie, Schule und Gesellschaft erschweren. Es wird von einer Komorbiditätsrate von 30 bis 70 Prozent zwischen ADHS und Lese-Rechtschreib- beziehungsweise Rechenstörungen ausgegangen. Sprachentwicklungsstörungen, fein- und grobmotorische Auffälligkeiten, psychische Störungen wie Depressionen, Angststörungen und Störungen des Sozialverhaltens können in Verbindung zu Lernstörungen stehen. Etwa bei der Hälfte der Betroffenen treten eine Lese-Rechtschreibstörung und eine Rechenstörung gleichzeitig auf.
Gravierende Störungen beim Erwerb der Kulturtechniken Lesen, Schreiben und Rechnen können häufig nicht eindeutig einer einzelnen Ursache zugeordnet werden. Als mögliche Ursachen beziehungsweise Risikofaktoren werden individuell-kognitive Lernvoraussetzungen, das familiäre Umfeld und die familiäre Disposition sowie die Beschulung diskutiert. Langandauernde Belastungsstörungen können zu Konflikten innerhalb der Familie und zu psychosozialen Belastungen führen. Im Fokus einer Lerntherapie steht immer die Arbeit an den jeweiligen Lerninhalten. Betrachtet man die Auswirkungen auf die Persönlichkeitsentwicklung, so ist es Aufgabe der Integrativen Lerntherapie, die emotionale Befindlichkeit, die Selbstwirksamkeit und das Selbstwertgefühl zu stärken, um eine aktive Teilhabe am gesellschaftlichen Leben zu ermöglichen.
Der innerpsychische Teufelskreis des grundlegenden Modells zeigt, wie das Kind auf die Lernschwierigkeiten reagiert (Unlust, Verweigerung) und was diese im Kind auslösen (Angst, Vermeidung). Im sozialen Teufelskreis wird die Wechselwirkung zwischen Verhalten und ermutigenden oder eher kränkenden Äußerungen des Umfeldes (Eltern, Lehrer, Mitschüler) und dem Wesen des Kindes und seinen Reaktionen (auffällig oder in sich gekehrt) dargestellt. Alle Maßnahmen und Methoden (passend oder unpassend) finden sich im pädagogischen Teufelskreis, ebenso wie Rückwirkungen, wenn die Hilfen nicht greifen (Sorgen, Hilflosigkeit, Zukunftsängste).
Die Leitlinien für Entwicklungsstörungen schulischer Fertigkeiten der Deutschen Gesellschaft für Kinder- und Jugendpsychiatrie, Psychosomatik und Psychotherapie halten die Einbeziehung sowie Anleitung der Eltern als wesentliche Ressource zum Erreichen der Therapieziele insbesondere in der Hausaufgabensituation für notwendig. Im lerntherapeutischen Prozess sollen die Eltern und Bezugspersonen statt eines defizitorientierten einen ressourcenorientierten Blick auf die Lernprozesse ihrer Kinder entwickeln. Je intensiver Eltern im Therapieprozess beteiligt sind und gestärkt werden, umso erfolgreicher ist die Arbeit.
Das Ziel der Integrativen Lerntherapie ist erreicht, wenn sich die soziale und psychische Situation des Kindes stabilisiert hat, die Kompetenzen im Bereich Schriftsprache und/oder Mathematik die Teilhabe am gesellschaftlichen Leben ermöglichen und sich die Betroffenen wieder selbstwirksam erleben und Zutrauen in ihre Lernfähigkeit entwickelt haben. Insofern ist Integrative Lerntherapie immer Hilfe zur Selbsthilfe.
Die Wirksamkeit des Konzepts der Integrativen Lerntherapie ist durch verschiedene Studien belegt.

## Diagnostik
Lernstörungen werden unter der Rubrik „umschriebene Entwicklungsstörungen schulischer Fertigkeiten“ im medizinisch-therapeutischen Bereich in Deutschland üblicherweise gemäß der Internationalen statistischen Klassifikation der Krankheiten und verwandter Gesundheitsprobleme (ICD-10/11) klassifiziert. Das Diagnostic and Statistical Manual of Mental Disorders (DSM-5, 5. Auflage) ist das psychiatrische Klassifikationssystem in den Vereinigten Staaten und kategorisiert Legasthenie und Dyskalkulie als „spezifische Lernstörungen“.
Die S3-Leitlinien (Evidenz- und konsensbasierte Leitlinien der AWMF) zur Diagnostik und Therapie der Lese-Rechtschreibstörung (2015) sowie zur Rechenstörung (2018) sehen eine umfassende Diagnostik vor, die entwicklungs- und symptomspezifische sowie psychische Komponenten berücksichtigt und für die Behandlung evidenzbasierte Förderelemente vorschlägt.
In der Diagnostik werden fortlaufend der Entwicklungsstand der fachlichen Kompetenzen (Lese-Rechtschreibleistung und/oder Rechenleistung) und die sozial-emotionale Situation erfasst. Ergebnisse medizinischer und psychologischer Diagnostiken anderer Fachpersonen werden ergänzend einbezogen. Für die Statusdiagnostik werden meist evaluierte und standardisierte Testverfahren eingesetzt. Folgende Instrumente und Methoden werden typischerweise berücksichtigt: Anamneseerhebung und Eingangsdiagnostik, Prozessdiagnostik zur Dokumentation der Lernfortschritte, Ergebnisdiagnostik, Beobachtungsbögen, Beobachtungen in den Therapiesitzungen, Selbstbeobachtung, Elterngespräche, qualitative Fehleranalysen zur Interpretation von Fehlerschwerpunkten, diagnostische Interviews, Fragebögen, Skalierungen und deren Dokumentation und Zusammenschau im Wirkungsgefüge des Lernens. Daraus werden Therapie-Auftrag, gemeinsame Zielsetzung, Inhalte und Methoden sowie Evaluationsmaßnahmen abgeleitet.

## Bedeutung der Fachwissenschaften und Fachdidaktiken
Die Kompetenzen im Umgang mit den Zeichensystemen Zahl und Schrift sind für das Verständnis der Welt und jegliches Lernen zentral. Deshalb stellen in Deutschland Mathematik (vor allem Arithmetik und Geometrie) und Sprachwissenschaft (Leseforschung, Graphematik) und deren Didaktiken einen entscheidenden Teil der Grundlagen für die Förderung dar. Die Integrative Lerntherapie legt besonderen Wert auf Verknüpfung der therapeutischen mit den fachdidaktischen Komponenten. Eine Stärkung der Selbstwirksamkeit kann langfristig nur gelingen, wenn auch die Ursachen für die Entwicklung einer negativen Lernstruktur beseitigt werden. Kompetenzen in den Fächern Mathematik und Deutsch bilden darum wesentliche Grundlagen für die weiteren Fächer und eine erfolgreiche gesellschaftliche Teilhabe.
Wichtige Komponenten eines erfolgreichen Trainingsprogrammes müssen sein: Die individuelle Anpassung des Lernangebotes an den Entwicklungsstand des Kindes, das Arbeiten in kleinen Lerneinheiten mit hoher Lösungswahrscheinlichkeit, das Reduzieren komplexer Lerninhalte, das Vermitteln und Erkennen von Prinzipien und Regeln, Mustern und Strukturen zur Entlastung des Arbeitsgedächtnisses. Dazu gehören systematische Wiederholungen bis hin zur Automatisierung. Dabei ist es entscheidend, dass Automatisierungsprozesse auf Einsicht in Begriffe und Zusammenhänge basieren. Verständnis wird nicht durch reines Auswendiglernen erzeugt.
Nicht immer gelingt im Unterricht die notwendige Abstimmung zwischen Lerngegenstand und den besonderen Bedingungen und auch Belastungen des Kindes. Wenn die schulische Benotung hinzukommt, kann sie zu einer weiteren Belastung werden. Im Sinne einer stärkenden Herangehensweise sollte die psychische Verfassung des Lernenden immer mit bedacht werden. Die Wechselwirkung zwischen fachlichen Kompetenzen und dem fachspezifischen Selbstkonzept ist beispielsweise für die Rechtschreibung aufgezeigt worden. Die Forschung zum Lehrerprofessionswissen unterstreicht die Bedeutung fachlicher Qualifikation auch für die Lerntherapeuten.